# Jørn Nielsen
Jørn Nielsen, född 6 september 1919 i Århus, död januari 1996 i Hørsholm, var en dansk arkitekt.
Jørn Nielsen var son till telegraftjänstemannen Aage Nielsen och Dagmar Rasmussen. Han utbildade sig på Århus tekniske skole 1940 och på Det Kongelige Danske Kunstakademi 1941-1944. Han hade 1952-1987 ett arkitektkontor tillsammans med Halldor Gunnløgsson (1919–1996).
Jørn Nielsen fick Eckersbergmedaljen 1959. 
Han var gift från 1944 med Karen Munk-Jørgensen (1915-1983)  och från 1969 med Elli Hassing Pind (1941-1989) samt var sambo från 1989 med Anne Hauberg (född 1942).

## Verk i urval
- Fiskeri- og søfartsmuseet i Esbjerg 1966-68 (tillsammans med Halldor Gunnløgsson)
- Udenrigsministeriet, Christianshavn i Köpenhamn 1977-80 (tillsammans med Halldor Gunnløgsson)
- Tårnby Rådhus i Tårnby 1957-1959 (tillsammans med JHalldor Gunnløgsson)
- Höghuset Præstevænget i Ballerup 1963 (tillsammans med Halldor Gunnløgsson)
- Rådhuset i Fredericia 1963-1965 (tillsammans med Halldor Gunnløgsson)
- Gammel Holte kirke i Vedbæk 1977-1978 (tillsammans med Halldor Gunnløgsson)